# Filpula järnvägsstation
Filpula järnvägsstation är en järnvägsstation i Filpula tätort i staden Mänttä-Filpula i Finland, längs Tammerfors-Haapamäkibanan. Alla regionaltåg mellan Tammerfors och Keuru stannar i Filpula.
Stationen öppnades år 1883, och utvidgades år 1903. Stationsbyggnaden ritades av Knut Nylander.